# Kåfjord
Pour les articles homonymes, voir Kåfjord (homonymie).
Kåfjord est un village de la kommune de Nordkapp, dans le comté de Finnmark, au nord de la Norvège. Avant la mise en service du tunnel du Cap-Nord en 1999, il fut pendant longtemps le point de départ des ferrys qui se rendaient à Honningsvåg, le village situé sur l'île de Magerøya depuis lequel on accède au cap Nord. La route qui mène à ce tunnel est désormais à moins d'un kilomètre au sud du village.